# Auditorium (Gemeinschaft Christi)
Das Auditorium (früher RHLT-Auditorium) ist ein Gebetshaus und Bürogebäude in Independence, Jackson County, Missouri, Vereinigte Staaten von Amerika. Das Auditorium ist ein Teil des Hauptquartiers der Gemeinschaft Christi, zu dem auch der Independence Temple gehört.

## Konstruktion
Der Bau war eine große Herausforderung und zeigte die Vision des damaligen Präsidenten Frederick M. Smith. Der Bau begann im Jahr 1926 und wurde endgültig vollendet im Jahr 1958. Die Pläne von Smith für das Gebäude waren ursprünglich 66 % größer. Die Fertigstellung des Gebäudes kam während der Großen Depression komplett zum Stillstand. Es konnte nicht weitergebaut werden, da die Kirche hohe Schulden hatte.
Das Auditorium besitzt eine Orgel mit 113 Stufen und 6334 Flöten. Diese Orgel ist unter den 75 größten der Welt gelistet.

## Friedenspavillon für Kinder
Der Friedenspavillon für Kinder wurde im Jahr 1995 im Auditorium errichtet. Er wird für Ausstellungen benutzt, bei denen vor allem Grundschulkinder aus dem größeren Gebiet von Kansas City kommen. Die Pfadfinderinnen können durch einen Besuch des Pavillon auch das Siegel des Girl Scouts of the USA bekommen.

## Benutzung

### Weltkonferenzen
Weltkonferenzen der Kirche werden in der großen Kammer dort alle drei Jahre gehalten. Es gibt dort Sitzplätze für 6000 Personen. Die Konferenzkammer hat einen Durchmesser von 214 × 168 Fuß. Vom Boden bis zur Decke im Auditorium ist ein Abstand von 92 Fuß. Die Außenfassade des Auditoriums ist 114 Fuß hoch. Es war ursprünglich  geplant, zwei Balkons zu bauen. Jedoch wurde aus finanziellen Gründen nur einer gebaut. Dies war besser für die Akustik im Auditorium.

### Auftritte
Im Auditorium findet jährlich ein Auftritt der Kansas City Symphony statt, bei dem der Messiah gespielt wird. Der internationale Friedenspreis der Gemeinschaft Christi wird dort auch jährlich vergeben.

### Andere Ereignisse
Zusätzlich zur kirchlichen Nutzung wird das Auditorium auch für Abschlusszeremonien für High School Absolventen und andere kulturelle Veranstaltungen benutzt. Viele berühmte Persönlichkeiten haben schon im Auditorium gesprochen. Am 27. Juni 1945 gab Harry S. Truman dort bekannt, dass die Vereinigten Staaten den Vereinten Nationen beitreten werden. Am 24. Juli 1998 sprach der ehemalige Außenminister Colin Powell dort, zur Feier des Jubiläums der Abschaffung der Diskriminierung von Schwarzen im US-Militär. Die Umweltaktivistin Jane Goodall sprach im Auditorium im Jahr 1999. Am 5. Juli 2007 sprach der ehemalige Präsident der Vereinigten Staaten, Bill Clinton, dort. Er feierte das 50-jährige Jubiläum der Truman Presidential Library.